# Arbaïn
Arbaïn (arabe : ʾarbaʿīn, أربعين, de ʾarbaʿūna, أربعون, quarante ou quarantième)  est une commémoration chiite qui marque la fin du deuil de l'imam Hussein ben Ali. L'Arbaïn a lieu le  20 safar du calendrier hégirien, soit 40 jours après l'Achoura qui commémore la mort de l'imam Hussein ben Ali.
Le pèlerinage d'Arbaïn (arabe : مسيرة الأربعين - masīrat al-'arba'īn) est un important pèlerinage, en Irak, des chiites vers Kerbala. En décembre 2019, les services et l'hospitalité offerts pendant la visite de l'Arba'in sont inscrits sur la liste représentative du patrimoine culturel immatériel de l'humanité. 
Aujourd'hui l'Arbaïn est un des plus grands rassemblements religieux au monde, avec environ 17 millions de participants,,. 
Bien qu'il s'agisse d'une pratique religieuse typiquement chiite, des sunnites, mais aussi des chrétiens, des Yézidis, des Zoroastriens ou encore des Sabéens, prennent part à la fois au pèlerinage et aux commémoration des fidèles.

## Histoire
L’imam Al-Hussein ibn Ali fut tué le 10 du mois de mouharram en 680 lors de la bataille de Kerbala contre l’armée du calife omeyyade Yazid Ier. Les historiens ont rapporté que Jabir ibn Abdullah al-Ansari, accompagné d’Attiya Al-Oufi, se présenta, au premier Arbaïn, sur la tombe des martyrs du soulèvement d’Achoura, dont l'Imam Hussein.  
Sayyed Ibn Tawous dit :

« Lorsque, de retour de Syrie, les femmes et les enfants de l’Imam Hussein arrivèrent en Irak, ils demandèrent au guide de la caravane de les conduire à Kerbala. En arrivant à l’endroit du martyre de l’Imam Hussein et de ses compagnons, ils virent Jabir Ibn Abdullah Al-Ansari et un groupe des Bani Hashim ainsi qu’un membre de la famille du messager de Dieu, qui étaient venus rendre visite à la tombe de l'Imam Hussein. 
(...) Les yeux pleins de larmes, très affligés et attristés, [les personnes présentes] organisèrent la cérémonie de deuil pour Hussein. Les femmes de la région les rejoignirent également. Et c'est ainsi qu'ils organisèrent ces jours de deuil, dans une ambiance empreinte de tristesse et d’émotion. »

## Symbolique
Dans le chiisme, une ziyâra est un pèlerinage ou une visite pour rendre hommage aux imams. Bien que ce type pèlerinage ne soit pas un des piliers de l'islam comme le sont la prière, le jeûne et le hajj, il fait partie intégrante de la vie religieuse des chiites. 
Selon un hadith, l'Imam Hassan Askari dit que « les signes du croyant sont au nombre de cinq : prier cinquante et un rak'at ; accomplir la Ziyarat al-Arba'een ; porter un anneau à la main droite ; se prosterner à terre ; prononcer à haute voix "Bismillahi-r-Rahmâni-r-Rahîm" »,. 
Le pèlerinage (ziyâra) de l'Arbaïn est donc un de ces signes,.
Le nombre 40 occupe une place importante dans l'islam, soulignée déjà dans le Coran (Al-A'raf, 142) : « Nous avons fait un pacte avec Moïse durant trente nuits, nous les avons complétées par dix autres nuits ; en sorte que la durée de la rencontre de son Seigneur fut de quarante nuits. Moïse dit à son frère Aaron : "Remplace-moi auprès de mon peuple, fais ce qui est bon, et ne suit pas le chemin des pervers" (traduction Denise Masson). ». 
Ce nombre 40 apparaît aussi dans le judaïsme : la fête de Soukkot (dite fête des cabanes, dans lesquelles vécurent les juifs dans le désert , durant ces 40 ans) célèbre ces 40 ans . Moïse, les guidant,  fuyant Pharaon et l'Egypte,, avant d'atteindre le terre promise.   
D'autre part, le deuil dure quarante jours. C'est ce que l'on retrouve dans le  hadîth, où les traditions shiites insiste sur cette durée pendant laquelle on a pleuré Hussein. Ainsi, on peut lire que « la terre pleure la mort d'un croyant pendant quarante matins ». De même, l'Imam Muhammad al-Baqir rapporte que « les cieux, rouges comme le soleil au lever et au couchant, ont pleuré l'imam Hussein pendant quarante matins ». Une autre tradition due, elle, à Ja'far al-Sâdiq, dit aussi que « pendant quarante jours, les cieux sont devenus rouges comme le soleil quand il se lève et qu'il se couche. ». Et toujours selon Ja'far al-Sadiq: « Les cieux ont pleuré pendant quarante jours sur Hussein; la terre a pleuré pendant quarante jours et a été recouverte par les ténèbres; le soleil a pleuré pendant quarante jours, subissant une éclipse et devenant rouge; les montagnes ont été écrasées et dispersées ; les mers se sont soulevées et les anges ont pleuré sur lui pendant 40 jours. »
Enfin, selon les enseignements des proches de Mahomet, ce nombre 40 une signification spirituelle particulière.

## Pèlerinage
Le pèlerinage de l'Arbaïn à proprement parler a lieu quarante jours après l'Achoura, le 20 ou 21 du mois de safar. Les pèlerins se rendent alors à pied vers la ville de Kerbala. Ils commémorent ainsi l'arrivée à Médine des captifs de la bataille de Kerbala, retour qui eut lieu ce jour-là, soit le quarantième (Arbaïn) après l'Achoura. 
Ce long voyage, qui dure entre 4 et 12 jours, commence par trois frontières entre l'Iran et l'Irak et se termine à Najaf et Karbala. Il s'agit de l'un des plus grands rassemblements religieux au monde,. avec environ 17 millions de fidèles.
En décembre 2019, l'UNESCO a inscrit le pèlerinage de l'Arbaïn au Patrimoine culturel immatériel de l'humanité. L'UNESCO note que « les services et l’hospitalité offerts pendant la visite de l’Arba’in relèvent d’une pratique sociale qui a cours dans les régions centrale et méridionale de l’Iraq d’où partent des processions de visiteurs et pèlerins qui se rendent dans la ville sainte de Karbala. » L'organisation souligne aussi que ce pèlerinage est « une immense manifestation de charité à travers le bénévolat et la mobilisation sociale, et est considéré comme étant un élément déterminant de l’identité culturelle de l’Iraq. » Ainsi, un grand nombre de personnes mettent à disposition temps et ressources aux pèlerins durant leur marche: particuliers qui ouvrent leur maison, cuisiniers, guides bénévoles, autorités administratives des lieux saints de Kerbala, équipes médicales, donateurs... Il s'agit là d'une « pratique sociale profondément ancrée dans la tradition irakienne et arabe de l’hospitalité. »

## Prière
La prière de l'Arbaïn,  habituellement récitée dans la ville de Kerbala, commence par la salutation à l'imam Hussein et la mention de ses souffrances et de son martyre. Puis, l'orant témoigne de son attachement à certains éléments fondamentaux du chiisme, comme la wilâya des imams, l'assurance que Hussein est bien l'héritier des imams précédents. Cette prière insiste sur le fait que le martyre de Hussein sauve les croyants de la déviance et de l'ignorance. Après quoi viennent les caractéristiques des meurtriers de Hussein, et ces derniers sont maudits. On revient ensuite à Hussein, dont on mentionne aussi les caractéristiques, par exemple sa naissance merveilleuse, son rejet du polythéisme, sa participation au jihad, ainsi que le fait que lui et sa descendance sont des preuves de Dieu dans ce bas-monde. L'orant termine en assurant sa soumission aux ordres des imams et en se disant prêt à lutter contre leurs ennemis. 

## Galerie

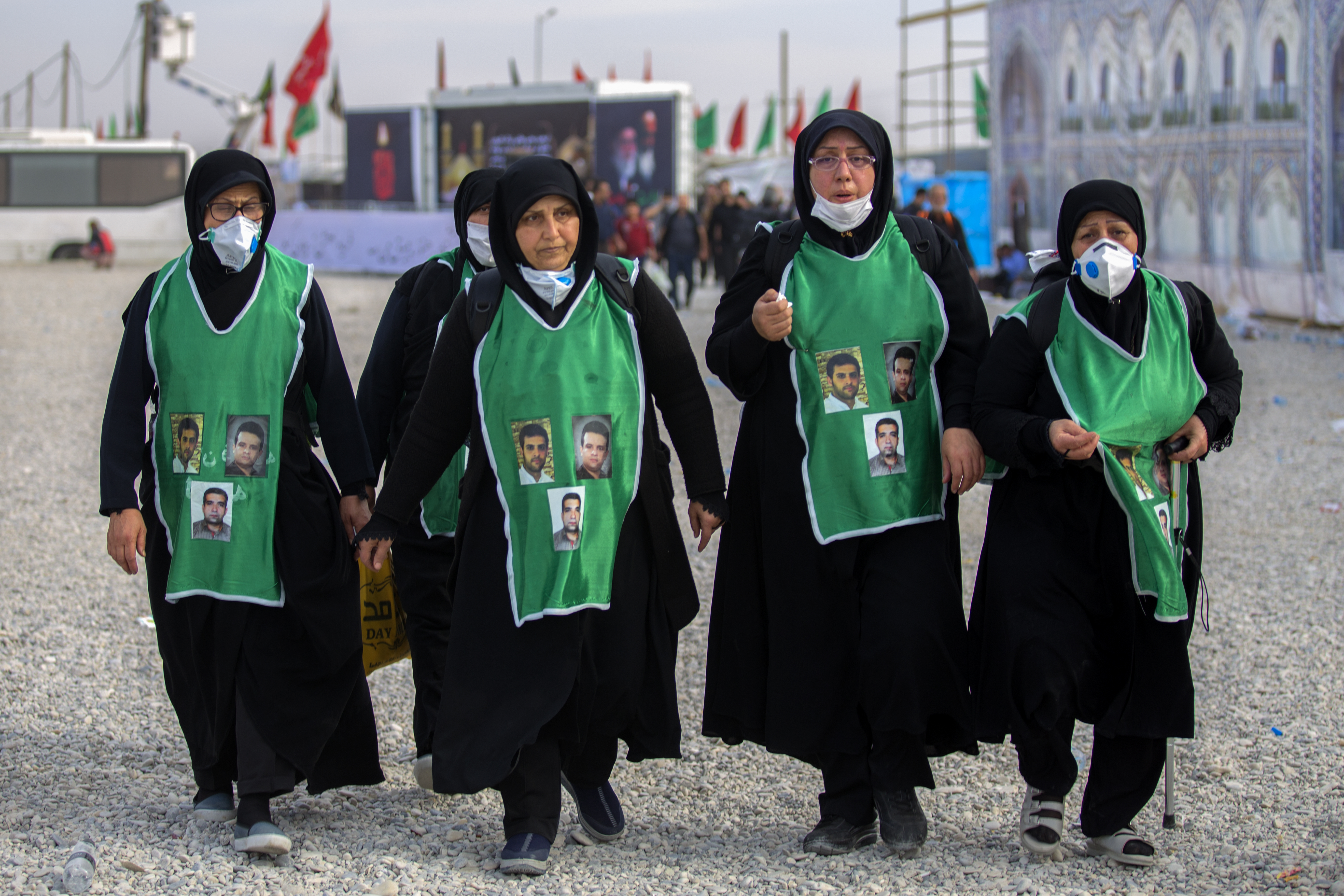
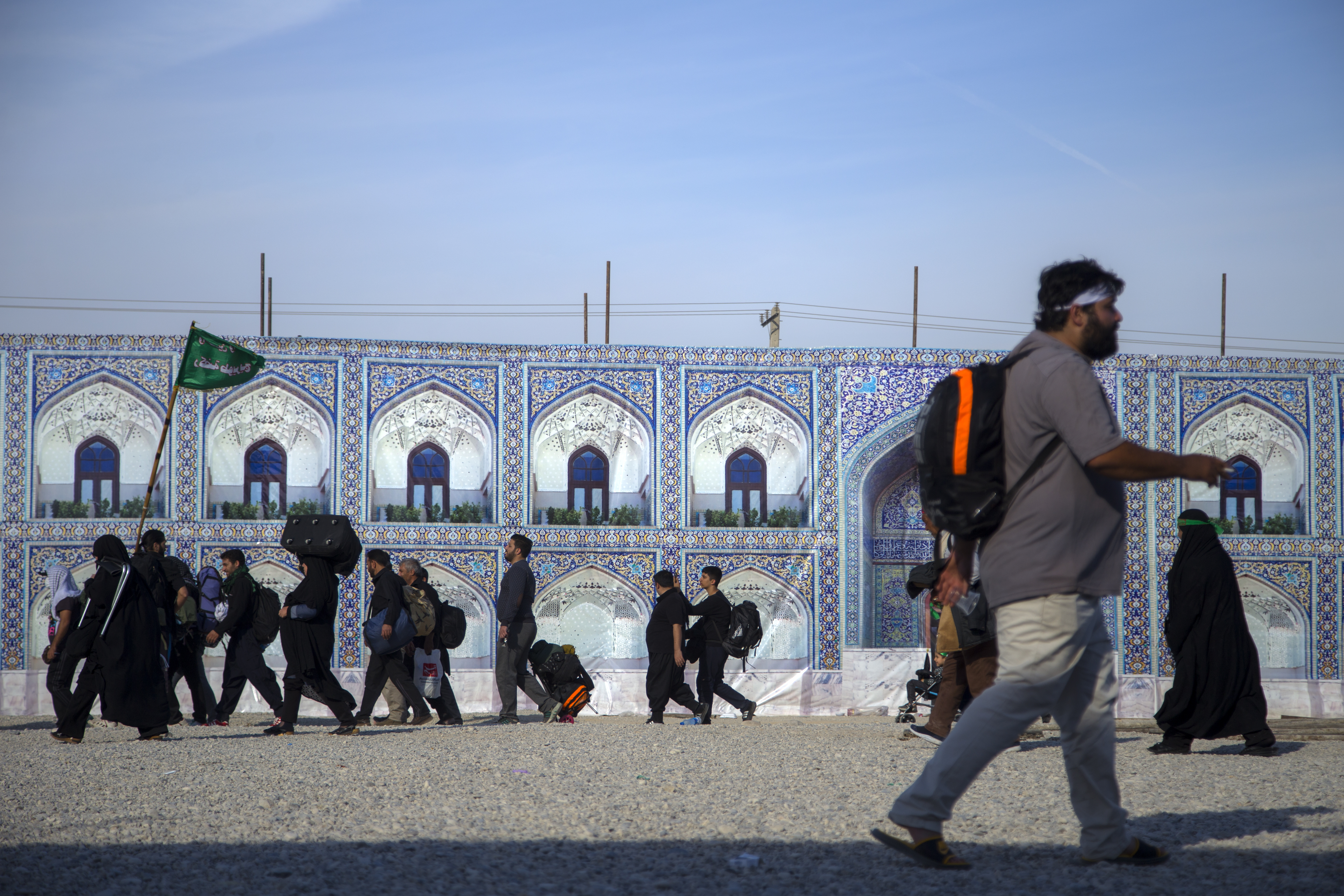
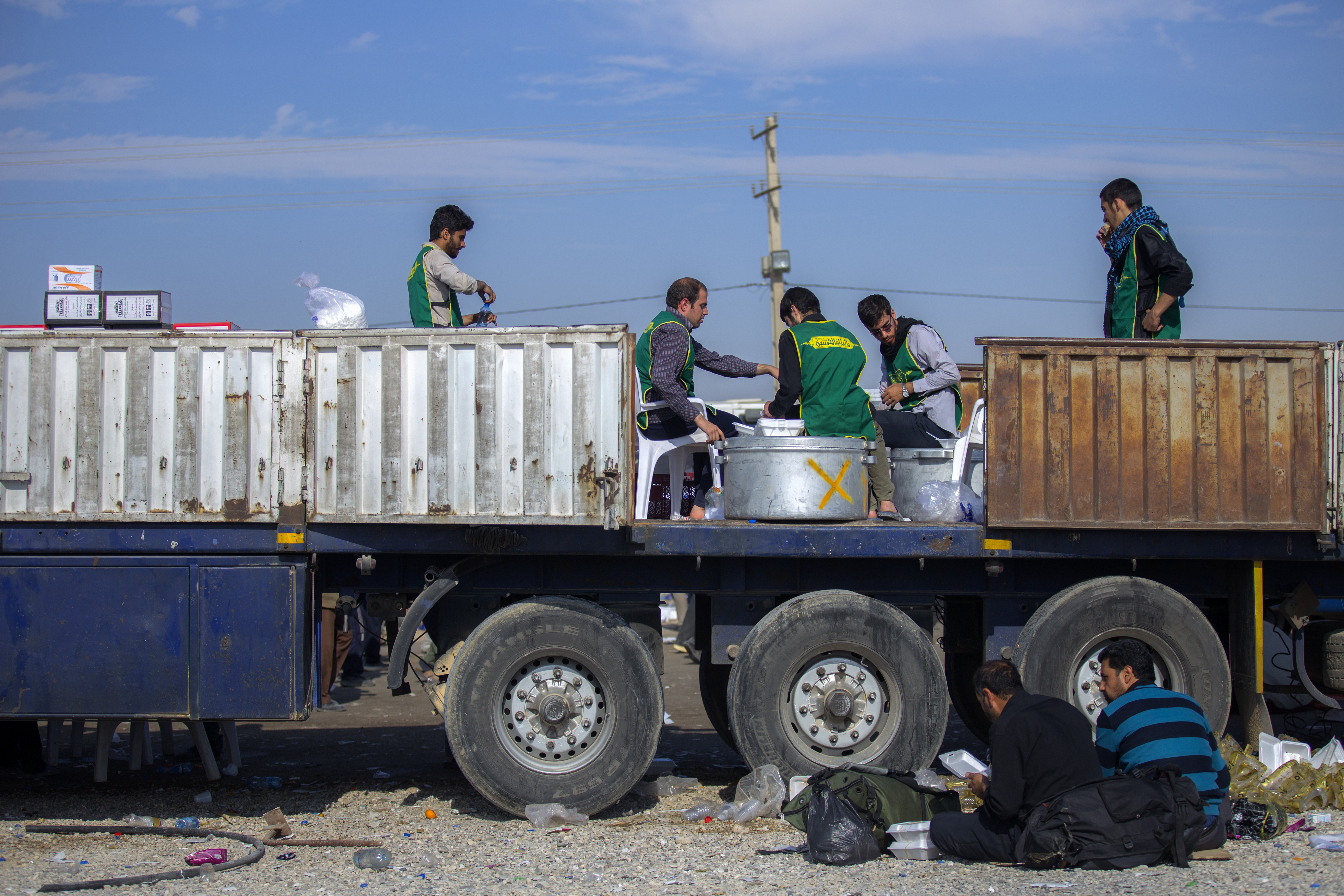
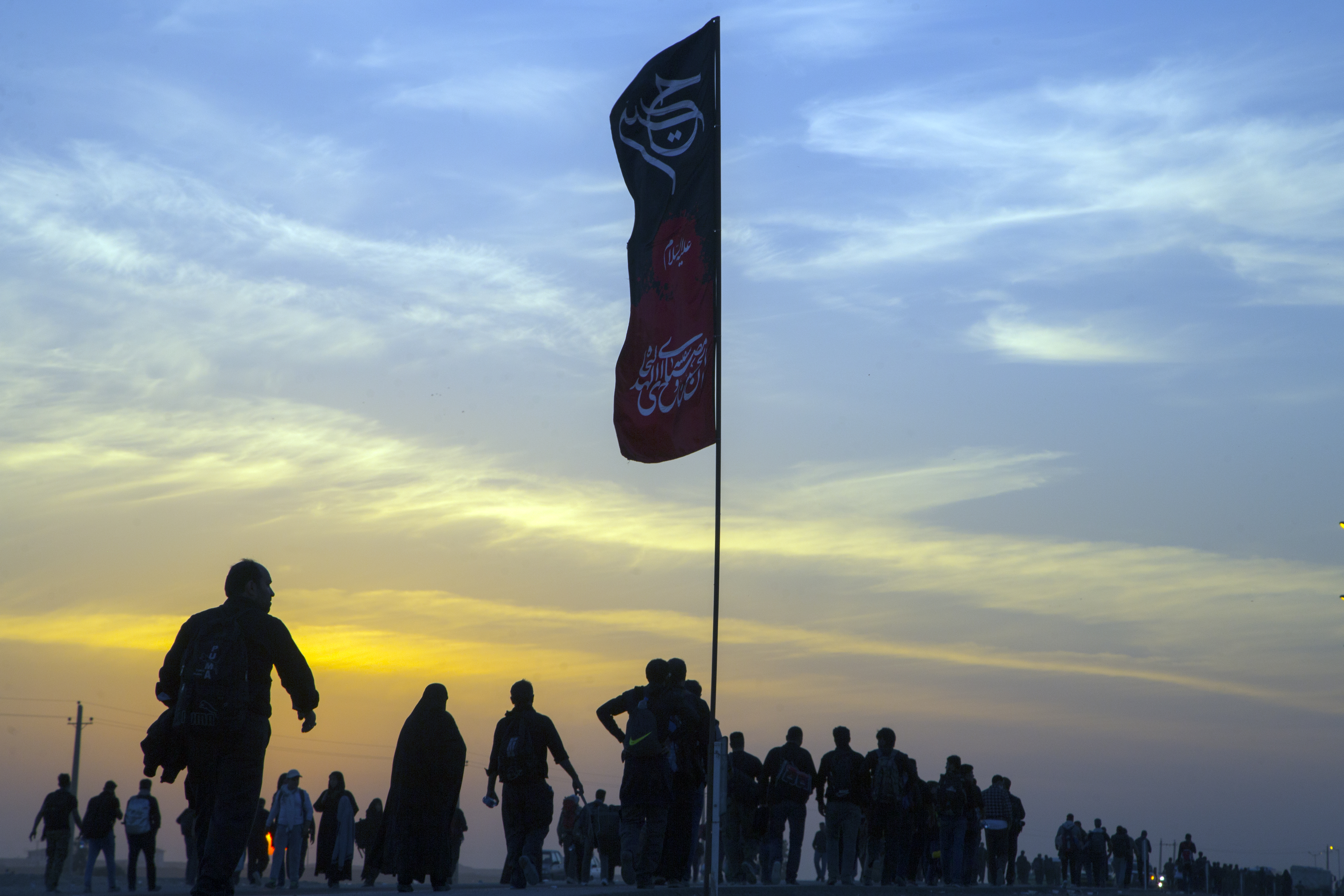
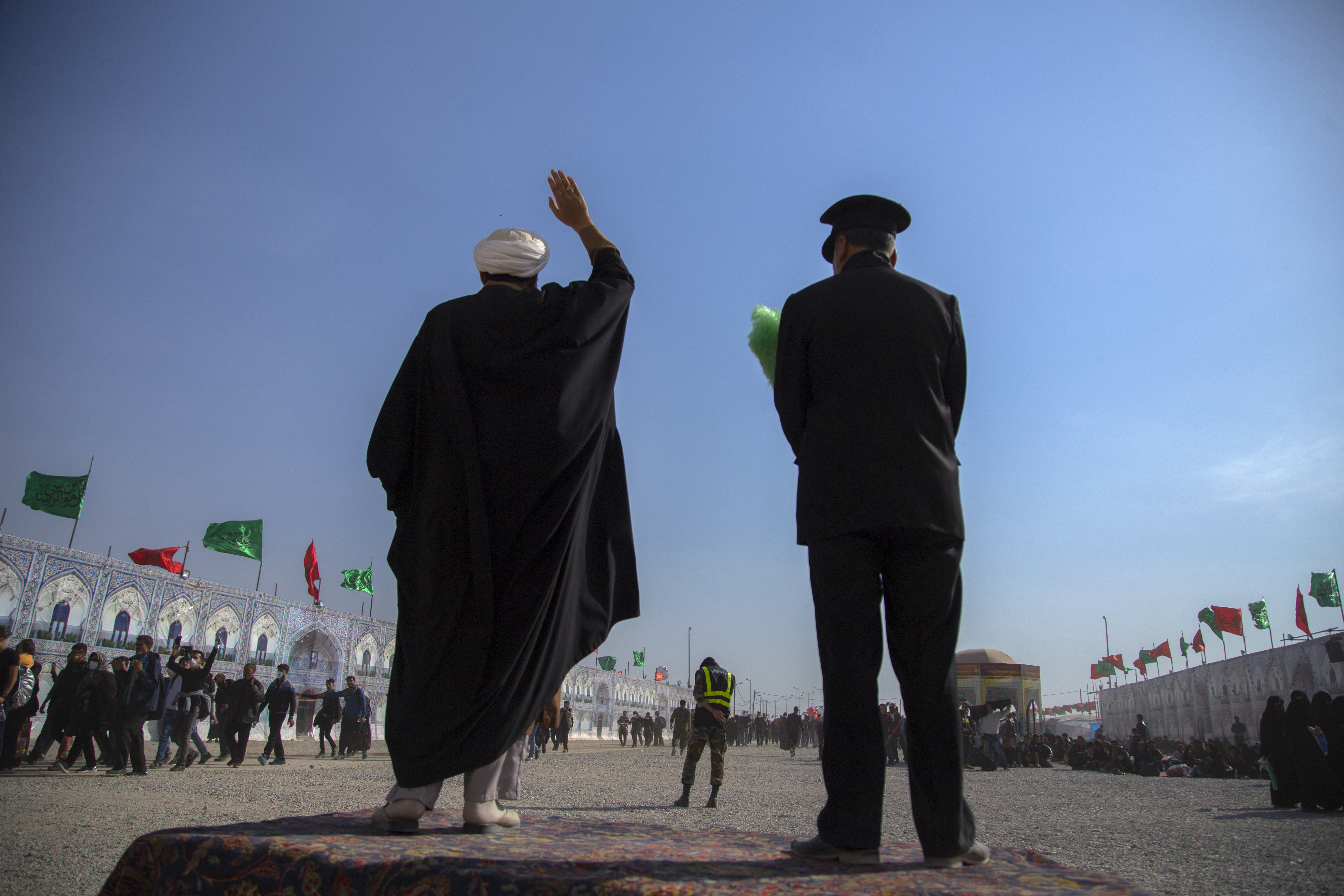